# Liga van Tudela
De Liga van Tudela was een verbond van edelen die in opstand kwamen tegen de koning van Castilië. 

## Achtergrond

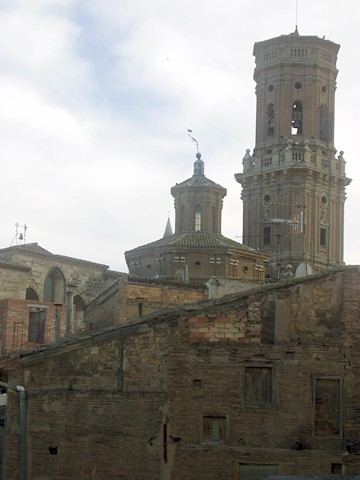
De stad Tudela in Navarra waar het verbond werd gesloten.

Het koninkrijk Castilië van de 15e eeuw was het toneel van een felle strijd tussen de machtige adellijke families om het land dat werd herverdeeld tijdens en na de Reconquista.
In 1458 stierf Alfons V, de koning van Aragón, die geprobeerd had vrede met Castilië te bewaren. Hij werd opgevolgd door zijn broer Johan II van Aragón. Johan was minder gericht op verzoening. Toen in 1460 Castiliaanse edelen besloten tot samenzwering tegen de koning van Castilië, Hendrik IV, steunde de nieuwe koning van Aragón dit verbond tegen Hendrik. 

## Het verbond
De edelen kwamen bijeen op 4 april 1460 in Tudela in Navarra. Aan het verbond namen deel, Johan II van Aragón, admiraal Fadrique Enríquez de Mendoza, en diens broer Enrique, Pedro Manrique de Lara, Alfonso Carrillo, de aartsbisschop van Toledo, Pedro Girón, grootmeester van de Orde van Calatrava, Juan Pacheco en de aartsbisschop van Sevilla, Alonso I de Fonseca. Juan Pacheco speelde een rol als dubbelspion. 

Pacheco wist Alonso de Fonseca ervan te overtuigen de Liga te verlaten en de kant van Hendrik te kiezen. 
De situatie van de koning was des te meer kritiek omdat hij geen nageslacht had en er dus geen rechtstreekse troonopvolger was. Die situatie veranderde echter in 1462 met de geboorte van zijn dochter Johanna.

## Vervolg
In 1464 deed een deel van de adel een greep naar de macht. Ze dwong Hendrik om Johanna de titel van troonopvolger, die van Prinses van Asturië, af te nemen, en deze aan zijn halfbroer Alfons te geven. In 1465 volgde er een staatsgreep die de geschiedenis in ging onder de naam van de Farce van Ávila. Hierbij werd prins Alfons uitgeroepen tot de nieuwe koning.  Ondanks de staatsgreep hield Hendrik IV voldoende steun over onder het volk en ook onder de adel, onder wie de familie Mendoza. In 1467 werd er strijd geleverd tussen de aanhangers van Hendrik en diens tegenstanders, die eindigde met een overwinning van Hendrik in de Tweede Slag bij Olmedo.